# Hoher Rat für das Klima
Der Hohe Rat für das Klima, französisch Haut conseil pour le climat (HCC), ist ein unabhängiges französisches  Gremium, das dafür verantwortlich ist, die Klimastrategie der französischen Regierung zu bewerten, unabhängige Stellungnahmen und Empfehlungen zum Klimaschutz in Frankreich abzugeben und unabhängige und neutrale Einblicke in die Regierungspolitik, ihre sozioökonomischen und ökologischen Auswirkungen zu geben.

## Zusammensetzung
Der Hohe Rat für das Klima wird von der Klimaforscherin Corinne Le Quéré geleitet und besteht aus dreizehn Mitgliedern, die für fünf Jahre ernannt und aufgrund ihrer multidisziplinären Expertise im Bereich Klima ausgewählt wurden. Hierzu zählen Michel Colombier, Sophie Dubuisson-Quellier, Alain Grandjean, Marion Guillou, Céline Guivarch, Jean-Marc Jancovici, Benoît Leguet, Valérie Masson-Delmotte, Magali Reghezza-Zitt, Katheline Schubert, Jean-Francois Soussana und Laurence Tubiana.

## Geschichte
Nachdem Frankreich seine Klimaziele im Energie-, Transport-, Bau- und Landwirtschaftssektor verfehlt hatte und die französischen CO2-Emissionen 2015 wieder zu steigen begonnen hatten, kündigte Präsident Emmanuel Macron am 27. November 2018 im Vorfeld der UN-Klimakonferenz in Katowice 2018 die Gründung des Hohen Rates an.
Der Hohe Rat für das Klima wurde dann per Dekret vom 14. Mai 2019 eingerichtet. Ziel der Einsetzung des Rates war es dabei, im Kontext der Klimakrise die Vorgaben des Pariser Übereinkommens einzuhalten und gleichzeitig soziale Spannungen (vgl. Gelbwestenbewegung) bei der ökologischen Transformation zu verringern. Als Vorbild für die Einsetzung des Rates diente dabei das britische Committee on Climate Change. Dieses hatte auch als Vorbild für den deutschen Expertenrat für Klimafragen gedient, der deshalb ebenfalls mit dem Hohen Rat für das Klima vergleichbar ist.